# Antonios Mastoras
Antonios Mastoras (auch Adonios Mastoras, griechisch Αντώνιος Μάστορας; * 6. Januar 1991) ist ein ehemaliger griechischer Leichtathlet, der sich auf den Hochsprung spezialisiert hat. Seinen größten Erfolg feierte er mit dem Vizehalleneuropameistertitel 2015 in Prag.

## Sportliche Laufbahn
Erste Erfahrungen bei internationalen Meisterschaften sammelte der aus Neo Petritsi (Präfektur Serres) stammende Antonios Mastoras im Jahr 2007, als er bei den Jugendweltmeisterschaften in Ostrava mit übersprungenen 2,00 m in der Qualifikationsrunde ausschied. Anschließend belegte er beim Europäischen Olympischen Jugendfestival (EYOF) mit 2,08 m den fünften Platz. Im Jahr darauf belegte er bei den Juniorenweltmeisterschaften in Bydgoszcz mit 2,17 m den sechsten Platz und 2009 gelangte er bei der Sommer-Universiade in Belgrad mit 2,00 m auf Rang zwölf. Anschließend verpasste er bei den Junioreneuropameisterschaften in Novi Sad mit 2,05 m den Finaleinzug. Im Jahr darauf schied er bei den Juniorenweltmeisterschaften in Moncton mit 2,14 m in der Vorrunde aus und 2012 gewann er bei den Balkan-Meisterschaften in Eskişehir mit 2,25 m die Silbermedaille hinter dem Rumänen Mihai Donişan. Im Jahr darauf siegte er mit 2,26 m bei den Balkan-Hallenmeisterschaften in Istanbul, ehe er bei den Halleneuropameisterschaften in Göteborg mit 2,29 m den vierten Platz einnahm. Im Juni belegte er bei den Mittelmeerspielen in Mersin mit 2,21 m den fünften Platz und anschließend gewann er bei den U23-Europameisterschaften in Tampere mit 2,26 m die Bronzemedaille hinter dem Niederländer Douwe Amels und Daniil Zyplakow aus Russland. Daraufhin schied er bei den Weltmeisterschaften in Moskau mit 2,26 m in der Qualifikationsrunde aus. 2014 verteidigte er bei den Balkan-Hallenmeisterschaften in Istanbul mit 2,23 m seinen Titel und im August verpasste er bei den Europameisterschaften in Zürich mit 2,15 m den Finaleinzug. Im Jahr darauf gewann er bei den Halleneuropameisterschaften in Prag mit 2,31 m die Silbermedaille hinter dem Russen Daniil Zyplakow, ehe er 2018 seine aktive sportliche Karriere im Alter von 27 Jahren beendete.
2014 wurde Mastoras griechischer Meister im Hochsprung im Freien sowie 2010, 2014 und 2015 in der Halle.